# Hod Stuart
William Hodgson „Hod“ Stuart (* 20. Februar 1879 in Ottawa, Ontario; † 23. Juni 1907 in Belleville, Ontario) war ein kanadischer Eishockeyspieler (Cover-point), der von 1898 bis 1907 für die Ottawa HC, Quebec Bulldogs, Pittsburgh Bankers, Portage Lakes HC, Calumet Miners, Pittsburgh Professionals und Montreal Wanderers spielte. Sein Bruder Bruce war ebenfalls ein professioneller Eishockeyspieler.

## Karriere

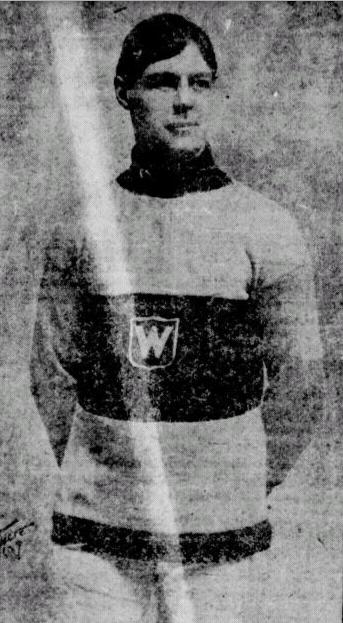
Hod Stuart im Trikot der Montreal Wanderers

Hod Stuart begann seine Karriere als Eishockeyspieler beim Ottawa HC, für den er von 1898 bis 1900 in der Canadian Amateur Hockey League aktiv war. Anschließend wechselte der Verteidiger zu dessen Ligarivalen Quebec Bulldogs, bei denen er ebenfalls zwei Jahre lang blieb. In der Saison 1902/03 lief er für die Pittsburgh Bankers aus der Western Pennsylvania Hockey League auf, bei denen er erstmals auf sich aufmerksam machen konnte. In 17 Spielen erzielte er als Defensivspieler acht Tore und gab zehn Vorlagen, wofür er mit der Wahl ins All-Star Team der Liga ausgezeichnet wurde. Mit den Portage Lakes bestritt er in der Saison 1903/04 zahlreiche Freundschaftsspiele.
Von 1904 bis 1907 stand Stuart bei den Calumet Miners und den Pittsburgh Professionals in der International Professional Hockey League, der ersten weltweit vollständig professionellen Eishockeyliga unter Vertrag. Auch dort gehörte er zu den besten Spielern, so dass er in den Jahren 1905 und 1906 ins ligaweite All-Star Team gewählt wurde. Zuletzt spielte der Linksschütze für die Montreal Wanderers, mit denen er 1907 den Stanley Cup gewann. Am 23. Juni 1907 starb Stuart an den Folgen eines Schwimmunfalls. Ihm zu Ehren wurde am 2. Januar 1908 ein Gedenkspiel veranstaltet, das von 3.800 Zuschauern besucht wurde. Die Einnahmen daraus gingen an seine Familie.
Als Anerkennung für seine Leistungen für den Eishockeysport wurde Hod Stuart postum 1945 als einer der ersten zwölf Spieler in die neu gegründete Hockey Hall of Fame aufgenommen. Im Jahr 1966 wurde er zudem in die Ottawa Sports Hall of Fame aufgenommen. Stuart wurde auf dem Nationalfriedhof in Ottawa beigesetzt.

## Erfolge und Auszeichnungen
- 1903 WPHL First All-Star Team
- 1905 IPHL First All-Star Team
- 1906 IPHL First All-Star Team
- 1907 Stanley-Cup-Gewinn mit den Montreal Wanderers
- 1945 Aufnahme in die Hockey Hall of Fame
- 1966 Aufnahme in die Ottawa Sports Hall of Fame

## Karrierestatistik
(Legende zur Spielerstatistik: Sp oder GP = absolvierte Spiele; T oder G = erzielte Tore; V oder A = erzielte Assists; Pkt oder Pts = erzielte Scorerpunkte; SM oder PIM = erhaltene Strafminuten; +/− = Plus/Minus-Bilanz; PP = erzielte Überzahltore; SH = erzielte Unterzahltore; GW = erzielte Siegtore; 1 Play-downs/Relegation; Kursiv: Statistik nicht vollständig)